# グスタフ・アドルフ・フォン・デア・プファルツ

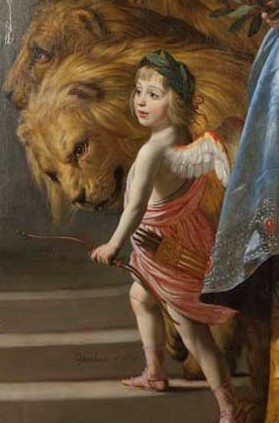
ヘラルト・ファン・ホントホルスト『正義の寓意、あるいはボヘミア王妃エリザベスの凱旋』（1636年）の左下部分に登場するグスタフ・アドルフ

グスタフ・アドルフ・フォン・デア・プファルツ（Gustav Adolf von der Pfalz, 1632年1月14日 - 1641年1月9日）は、ドイツのプファルツ＝ジンメルン家の公子。
プファルツ選帝侯フリードリヒ5世とその妻でイングランド王・スコットランド王ジェームズ1世の娘であるエリザベス・ステュアートの間の第13子・八男・末子。オランダのデン・ハーグで生まれた。両親はボヘミアの対立王となったが、1620年白山の戦いでハプスブルク家に敗れた後は、オランダで長く亡命生活を送っていた。
洗礼名は、両親の政治的同盟者であるスウェーデン王グスタフ・アドルフに対する篤い友情を示すために、王にあやかって名付けられた。父フリードリヒはグスタフ・アドルフの誕生した年の11月に世を去り、名付け親のスウェーデン王も同じ月にリュッツェンの戦いで戦死している。グスタフ・アドルフ自身も体が丈夫ではなく、1641年1月、9歳の誕生日を迎える直前にてんかん発作のために亡くなった。